# Двоїна у лужицьких мовах
Лужицькі мови — дві мови західньослов'янської гілки індоєвропейських мов. Вони дві — одні з небагатьох, які досить добре зберегли двоїну, окрім однини та множини.

## Історія

### Верхньолужицька

#### Іменник
В іменниках верхньолужицької мови закінчення чоловічого роду в називному-знахідному відмінку двоїни відрізняються від закінчень іменників жіночого й середнього роду. Ба більше, залежно від того, що саме позначають іменники чоловічого роду в знахідному відмінку (істоту чи неістоту), вони мають закінчення. Одначе в іменників, що позначають парні предмети, інколи замість двоїни може вживатися множина: nohi замість noze («ноги» замість «нозі»), ruki замість ruce («руки» замість «руці»). Перед закінченням -e в називному-знахідному відмінку в іменників жіночого і середнього роду відбувається чергування твердого приголосного основи з м'яким, а також чергування d — dź, t — ć, ł — l, h — z, ch — š, k — c, g — z. Після м'яких приголосних в називному і знахідному відмінках відбувається чергування a — e. Іменники середнього і жіночого роду з основою на z, c, s у називному-знахідному відмінку мають закінчення -у. У називному-знахідному відмінку іменники stwa і hra мають закінчення -ě. Форми називного-знахідного відмінку іменників wucho («вухо») і woko («око»): wuši і woči (вуші та очі/вічі). Прикметно, що в давальному-орудному відмінку (до якого ще й додався місцевий) немає давнього закінчення на -ма.
Приклади відмінювання іменників: nanaj («два батька»), mužej («дві людини»), psykaj («два пса») і ježej («два їжака»), žonje («дві дружини», «дві жінки»), mori(«два моря»), а також дві особливі парадигми для іменників: predsydaj («обидва голови») та ćěslej («обидва тесляра»).:
| Відмінок                   | Чоловічий рід | Чоловічий рід | Чоловічий рід | Чоловічий рід | Жіночій рід | Середній рід | Відмінок                   | predsydaj   | ćěslej   |
| -------------------------- | ------------- | ------------- | ------------- | ------------- | ----------- | ------------ | -------------------------- | ----------- | -------- |
| Називний                   | nanaj         | mužej         | psykaj        | ježej         | žonje       | mori         | Називний                   | predsydaj   | ćěslej   |
| Родовий                    | nanow         | mužow         | psykow        | ježow         | žonow       | morjow       | Родовий Знахідний          | predsydow   | ćěslow   |
| Знахідний                  | nanow         | mužow         | psykaj        | ježej         | žonje       | mori         | Родовий Знахідний          | predsydow   | ćěslow   |
| Давальний Орудний Місцевий | nanomaj       | mužomaj       | psykomaj      | ježomaj       | žonomaj     | morjomaj     | Давальний Орудний Місцевий | predsydomaj | ćěslomaj |

#### Займенник
| Особа | Особа     | Називний      | Родовий     | Знахідний               | Давальний-Орудний-Місцевий |
| ----- | --------- | ------------- | ----------- | ----------------------- | -------------------------- |
| 1     | ми двоє   | mój           | naju        | naju                    | namaj                      |
| 2     | ви двоє   | wój           | waju        | waju                    | wamaj                      |
| 3     | вони двоє | wonaj / wonej | jeju, njeju | jeju / njeju jej / njej | jimaj / nimaj              |

#### Прикметник
Нижче наведено приклади відмінювання прикметників для tuni (дешевий) та mały (маленький):
| Відмінок                   | Дешевий                 | Маленький            |
| -------------------------- | ----------------------- | -------------------- |
| Називний                   | tunjej                  | małej, małaj         |
| Родовий Знахідний          | tunjeju tunjej, tunjeju | małeju małej, małeju |
| Давальний Орудний Місцевий | tunimaj                 | małymaj              |

Треба зазначити, що у двоїні форма знахідного відмінка збігається з формою родового в разі, якщо прикметник узгоджується з іменником у чоловічому роді.

#### Числівник
| Відмінок  | Два                     | Два                     |
| Відмінок  | Чоловічий рід           | Жіночій та середній рід |
| --------- | ----------------------- | ----------------------- |
| Називний  | dwajo / dwaj            | dwě                     |
| Родовий   | dwejoch                 | dweju                   |
| Давальний | dwejom                  | dwěmaj                  |
| Знахідний | dweju (dwejoch) / dweju | dwě                     |
| Орудний   | dwejomi                 | dwěmaj                  |
| Місцевий  | dwejoch                 | dwěma                   |

#### Дієслово
Теперішній час
Нижче наведено приклади відмінювання у двоїні слів njesć (нести), warić (варити) і dźěłać (робити):
| Особа | Нести         | Варити       | Робити        |
| ----- | ------------- | ------------ | ------------- |
| 1     | njesemoj      | warimoj      | dźěłamoj      |
| 2     | njesetaj/-tej | waritaj/-tej | dźěłataj/-tej |
| 3     | njesetaj/-tej | waritaj/-tej | dźěłataj/-tej |

Минулий час
| Особа | Робити             |
| ----- | ------------------ |
| 1     | smój dźěłałoj      |
| 2     | staj/stej dźěłałoj |
| 3     | staj/stej dźěłałoj |

Давноминулий час
| Особа | Робити               |
| ----- | -------------------- |
| 1     | běchmoj dźěłałoj     |
| 2     | běštaj/štej dźěłałoj |
| 3     | běštaj/štej dźěłałoj |

Синтетичний претерит
| Особа | Вивчати          | Вивчити           |
| ----- | ---------------- | ----------------- |
| 1     | wuknjechmoj      | nawuknychmoj      |
| 2     | wuknještaj/-štej | nawuknyštaj/-štej |
| 3     | wuknještaj/-štej | nawuknyštaj/-štej |

Умовний спосіб
Форми умовного способу також збігаються з формами інтеративного претерита.
| Особа | Робити               |
| ----- | -------------------- |
| 1     | bychmoj dźěłałoj     |
| 2     | byštaj/štej dźěłałoj |
| 3     | byštaj/štej dźěłałoj |

Майбутній час
| Особа | Пити                  |
| ----- | --------------------- |
| 1     | budźemoj pić          |
| 2     | budźetaj/budźetej pić |
| 3     | budźetaj/budźetej pić |

Наказовий спосіб
| Особа | Узяти         |
| ----- | ------------- |
| 1     | wozmimoj      |
| 2     | wozmitaj/-tej |

Пасивний стан
| Особа | Запросити                   |
| ----- | --------------------------- |
| 1     | buchmoj přeprošenaj         |
| 2     | buštaj/štej přeprošenaj/-ej |
| 3     | buštaj/štej přeprošenaj/-ej |

### Нижньолужицька

#### Іменник
У двоїні в іменників істот форма знахідного відмінка збігається з формою родового. Зараз до давального-орудного відмінка у формі двоїні належить іще й місцевий відмінок, який отримав закінчення на -ma. Нижче наведено відмінювання неістот:
| Відмінок   | Голова  | Дорога  | Земля   | Душа   | Кість   | Слово   | Сонце    | Теля     | Ім'я     | Хліб    | Кінець  | Живіт     | Коваль   |
| ---------- | ------- | ------- | ------- | ------ | ------- | ------- | -------- | -------- | -------- | ------- | ------- | --------- | -------- |
| Н. З.      | głowje  | droze   | zemi    | dušy   | kosći   | słowje  | słyńcy   | śeleśi   | mjeni    | klěba   | końca   | brjucha   | kowala   |
| Р.         | głowowu | drogowu | zemjowu | dušowu | kosćowu | słowowu | słyńcowu | śeleśowu | mjenjowu | klěbowu | końcowu | brjuchowu | kowalowu |
| Д.-О. і М. | głowoma | drogoma | zemjoma | dušoma | kosćoma | słowoma | słyńcoma | śeleśoma | mjenjoma | klěboma | końcoma | brjuchoma | kowaloma |

#### Займенник
| Особа | Особа     | Називний | Родовий      | Знахідний                               | Давальний-Орудний-Місцевий |
| ----- | --------- | -------- | ------------ | --------------------------------------- | -------------------------- |
| 1     | ми двоє   | mej      | naju         | naju                                    | nama                       |
| 2     | ви двоє   | wej      | waju         | waju                                    | wama                       |
| 3     | вони двоє | wonej    | jeju / njeju | jeju / njeju (іст.) jej / njej (неіст.) | jima / nima                |

#### Прикметник
Злиття місцевого відмінка з дав.-орудним стосується і прикметників. Далі наведено відмінювання для м'якої (drogi) та твердої (dobry) групи:
| Відмінок   | Добрий                         | Дорогий                        |
| ---------- | ------------------------------ | ------------------------------ |
| Називний   | dobrej                         | drogej                         |
| Родовий    | dobreju                        | drogeju                        |
| Знахідний  | dobreju (іст.) dobrej (неіст.) | drogeju (іст.) drogej (неіст.) |
| Д.-О. і М. | dobryma                        | drogima                        |

#### Числівник
| Відмінок         | Відмінок         | Чоловічий рід | Жіночій та середній рід |
| ---------------- | ---------------- | ------------- | ----------------------- |
| Називний         | Називний         | dwa           | dwě                     |
| Родовий          | Родовий          | dwejoch       | dweju                   |
| Давальний        | Давальний        | dwejom        | dwěma                   |
| Знахідний        | неіст.           | dwa           | dwě                     |
| Знахідний        | іст.             | dweju         | dwě                     |
| Орудний Місцевий | Орудний Місцевий | dwěma         | dwěma                   |

#### Дієслово
Теперішній час
| Особа | Вивчати    | Учити     | Пити    | Кульгати     | Брати     | Сипати   | Нести    | Сидіти   | Робити  | Стояти  | Бути | Знати  | Їсти   | Мати  | Хотіти | Їхати   | Іти   |
| ----- | ---------- | --------- | ------- | ------------ | --------- | -------- | -------- | -------- | ------- | ------- | ---- | ------ | ------ | ----- | ------ | ------- | ----- |
| 1     | studujomej | wuknjomej | pijomej | chromjejomej | bjerjomej | sypjomej | njasomej | sejźimej | źěłamej | stojmej | smej | wěmej  | jěmej  | mamej | comej  | jěźomej | źomej |
| 2     | studujotej | wuknjotej | pijotej | chromjejotej | bjerjotej | sypjotej | njasotej | sejźitej | źěłatej | stojtej | stej | wěstej | jěstej | matej | cotej  | jěźotej | źotej |
| 3     | studujotej | wuknjotej | pijotej | chromjejotej | bjerjotej | sypjotej | njasotej | sejźitej | źěłatej | stojtej | stej | wěstej | jěstej | matej | cotej  | jěźotej | źotej |

Минулий час утворюється таким чином: його форми складаються з дієприкметника і допоміжного дієслова byś у формі теперішнього часу. Відмінювання дієслова piś («пити») у минулому часі:
| Особа | Пити       |
| ----- | ---------- |
| 1     | smej piłej |
| 2     | stej piłej |
| 3     | stej piłej |

Імперфект
| Особа | Купувати    | Бити      | Брати       | Бути    |
| ----- | ----------- | --------- | ----------- | ------- |
| 1     | kupowachmej | bijachmej | bjerjechmej | běchmej |
| 2     | kupowaštej  | bijaštej  | bjerještej  | běštej  |
| 3     | kupowaštej  | bijaštej  | bjerještej  | běštej  |

Аорист
| Особа | Розбити    | Вибрати    |
| ----- | ---------- | ---------- |
| 1     | rozbichmej | wubrachmej |
| 2     | rozbištej  | wubraštej  |
| 3     | rozbištej  | wubraštej  |

Майбутній час
| Особа | Писати        | Іти      | Мати     |
| ----- | ------------- | -------- | -------- |
| 1     | buźomej pisaś | pojźomej | změjomej |
| 2     | buźotej pisaś | pojźotej | změjotej |
| 3     | buźotej pisaś | pojźotej | změjotej |